# Acacia ptychophylla
Acacia ptychophylla är en ärtväxtart som beskrevs av Ferdinand von Mueller. Acacia ptychophylla ingår i släktet akacior, och familjen ärtväxter. Inga underarter finns listade i Catalogue of Life.